# Władysław Konstanty Wituski

Herb Gozdawa Władysława Konstantego Wituskiego

Władysław Konstanty Wituski herbu Gozdawa (ur. 1603 w Żgowie, zm. przed 8 lipca 1655 prawdopodobnie w Żgowie) – polski szlachcic, poseł na Sejm, podróżnik.

## Młodość i studia
Władysław Konstanty Wituski urodził się w 1603 roku w niewielkiej mazowieckiej miejscowości Żgów  w rodzinie szlacheckiej. Jego ojcem był Jan Wituski ze Żnina – stolnik gostyniński, a matką Anna z Małachowskich. Nie wiadomo praktycznie nic o jego dzieciństwie poza faktem, że jeszcze przed rokiem 1633 studiował.
Latem 1633 Władysław udał się do Holandii na studia wojskowe. W tej wyprawie finansowo wspierał go wuj – opat paradyski Tobiasz Małachowski. Władysław K. Wituski przebywał początkowo w Amsterdamie, gdzie pobierał nauki m.in. od historyka Gerarda Vossiusa. Następnie jesienią 1633 osiadł w Lejdzie, gdzie podjął studia nad fortyfikacjami. Równocześnie ze studiami w Lejdzie odbył krótką, turystyczną podróż do Anglii. A w marcu 1634 studiował zagadnienia artyleryjskie w Hadze.

## Etap kolonialny
Losy Wituskiego między kwietniem 1634 a 15 marca 1635 pozostają w dużej mierze nieznane i da się je odtworzyć jedynie częściowo na podstawie jego listu do wuja Tobiasza Małachowskiego (z 15 marca 1635) oraz z przebiegu wydarzeń, jakie miały wtedy miejsce w Holandii.
Na przełomie 1633 i 1634 do Holandii powrócił z Brazylii Krzysztof Arciszewski i w nieznanych okolicznościach nawiązał znajomość z Wituskim, który otrzymawszy stopień oficera wziął z Arciszewskim udział w nowej wyprawie wojennej do Brazylii. Flota Arciszewskiego – 4 okręty – dotarła do celu w sierpniu 1634 roku, wpływając do portu w Recife de Pernambuco. Oprócz Wituskiego i Arciszewskiego w wyprawie brał udział jeszcze jeden Polak – Zygmunt Schopp (sam Wituski mówił o nim: Ślązak).
W końcówce 1634 Wituski wziął udział w ataku Arciszewskiego (ok. 4000 ludzi) na Paraíbę bronioną przez trzy forty. Sam Władysław Wituski w czasie walk o miasto brał udział w oblężeniu (i kapitulacji) fortu Capo Delo, a następnie wraz z Arciszewskim brał udział w pierwszej połowie roku 1635 (marzec-czerwiec) w ataku i zdobyciu Arrayal (Wituski nazywał to miasto Schantzen Royal). Po tym sukcesie Wituski został awansowany na stopień kapitana i objął dowództwo na kompanią piechoty w sile 148 ludzi. W styczniu 1636 Wituski zdał dowództwo nad oddziałem i ok. 1637 powrócił do Rzeczypospolitej.

## Kariera polityczna
Niebawem po powrocie (przed rokiem 1639), Władysław Wituski pojawił się na dworze króla Władysława IV i otrzymał z jego rąk tytuł dworzanina pokojowego (łac. camerae nostrae familiaris aulicus).
W roku 1639 wszedł w pierwsze poważniejsze interesy finansowe. Najpierw uzyskał od starosty stanisławowskiego Piotra Małachowskiego prawo dziedziczne do trzech wsi w powiecie gostynińskim, a następnie od tegoż starosty oraz od swojego brata Marcjana otrzymał zapisy na łączną sumę 8000 złp (odpowiednio 1000 i 7000 złp) na wsi Suchodół.
Poseł na sejm 1639 roku, sejm 1641 roku, sejm 1646 roku, sejm 1647 roku.
Rok 1640 przyniósł Wituskiemu dwa ważne wydarzenia:
- pierwszy urząd ziemski – w lutym (po śmierci Mariana Bykowskiego) król Władysław IV nadał mu wakującą godność chorążego gostynińskiego;
- jesienią tego roku Władysław ożenił się z Anną Parzniewską, herbu Gąska.

W następnych latach Wituski skupił się głównie na zarządzie swoimi dobrami, powiększając je o kolejne wsie w roku 1643, w wyniku wydania za mąż swojej stryjecznej siostry – Marianny za Stanisława Glinieckiego, herbu Korab.
Przed majem 1648 otrzymał jeszcze od króla urząd ekonoma rogozińskiego. W tym samym roku 1648 został dwukrotnie wybrany posłem na sejm: najpierw na konwokacyjny, a następnie na elekcyjny. Tradycję poselską kontynuował rok później, uczestnicząc w sejmie koronacyjnym króla-elekta Jana Kazimierza (będąc posłem został deputatem w sprawie kozackiej) i w sejmie zwyczajnym (otrzymał w nim członkostwo w komisji ds. menniczych).
Dzięki sprawowaniu funkcji posła w ciągu poprzednich dwóch lat, w roku 1650 król Jan Kazimierz przyznał Władysławowi urząd podkomorzego gostynińskiego. W następnych latach Wituski jeszcze dwa razy zostawał posłem (1652 i 1653) i w roku 1653 król powierzył mu w arendę (rodzaj dzierżawy) cła wrocławskie na trzy lata.
Jan Kazimierz nie doczekał się już zwrotu arendy przez Wituskiego, gdyż ten zmarł przed 8 lipca 1655 roku, na krótko przed agresją szwedzką.

## Rodzina
Z żoną Anną z Parzniewskich doczekał się co najmniej trójki dzieci:
- Pawła
- Jana
- Wincentego.